# Mare d'Acqua Ciarnente
La mare d'Acqua Ciarnente (pozzu d'Acqua Ciarnente) est une petite pièce d'eau de Corse-du-Sud située à 1 568 m d'altitude, au col du même nom qui marque l'extrémité Sud du Pianu di Camputile, situé dans le massif du Monte Ritondu.